# Bencze Gyula (fizikus)
Bencze Gyula (Budapest, 1936. május 2. – Budapest, 2019. június 3.) magyar elméleti fizikus, tudományos ismeretterjesztő, a Wigner Fizikai Kutatóközpont professor emeritusa.

## Életútja
A Trefort utcai gyakorló gimnáziumban először Tarján Imre volt az osztályfőnöke. 1954-ben érettségizett, majd 1959-ben szerzett fizikus diplomát az Eötvös Loránd Tudományegyetemen. Diplomamunkáját a KFKI spektroszkópiai osztályán készítette, témavezetője volt Mátrai Tibor és Marx Györgyné Koczkás Edit is. Tudományos pályájának meghatározó szakasza is a Központi Fizikai Kutatóintézetben kezdődött, innen is ment nyugdíjba. 
Széles körű nyelvtudása folytán számos szakmai konferencia aktív résztvevője, külföldi egyetemek meghívott kutatója lehetett. Szakterülete a magreakciók elmélete és a sok részecske szóráselmélet volt. Új egzakt integrálegyenleteket vezetett le az n-részecske tranzitoperátorokra minimális csatolás mellett (Bencze-egyenletek, 1973). Később két amerikai munkatársával ő dolgozta ki a kvantummechanika n-test problémájának precíz matematikai tárgyalását azonos részecskékre (1979-1982) mind a stacionárius, mind pedig az időfüggő formalizmus keretében. Az általa bevezetett integrálegyenleteket később Edward F. Redish, és a négytest-probléma speciális esetét tárgyaló ausztráliai Ian H. Sloan munkásságát is elismerve, azóta is BRS-egyenletekként tartja számon a szakma. 
Kandidátusi értekezését 1968-ban, a fizikai tudományok doktora címet pedig 1974-ben szerezte meg. 1980 és 1986 között tudományos igazgatóhelyettes volt az Intézetben. Aktívan küzdött az áltudományok ellen, meghonosította hazánkban az Amerikában megismert szkeptikus mozgalmat és tagja volt a Tényeket Tisztelők Társaságának. Jó humorát, kiváló íráskészségét sikerrel hasznosította a tudományos ismeretterjesztésben. Sok ismeretterjesztő cikket is publikált.

## Díjai, elismerései
- Selényi Pál-díj (1975)
- Jánossy Lajos-díj (1986)
- Akadémiai Díj (1988)
- Fizikai Fődíj (1992)
- Hevesi Endre-díj (1993)
- MTA Akadémiai Újságírói Díj (1999)
- Simonyi Károly-díj (2004)
- Eötvös József-koszorú (2008)
- Wigner Jenő-díj (2012)[3]